# NXT United Kingdom Championship

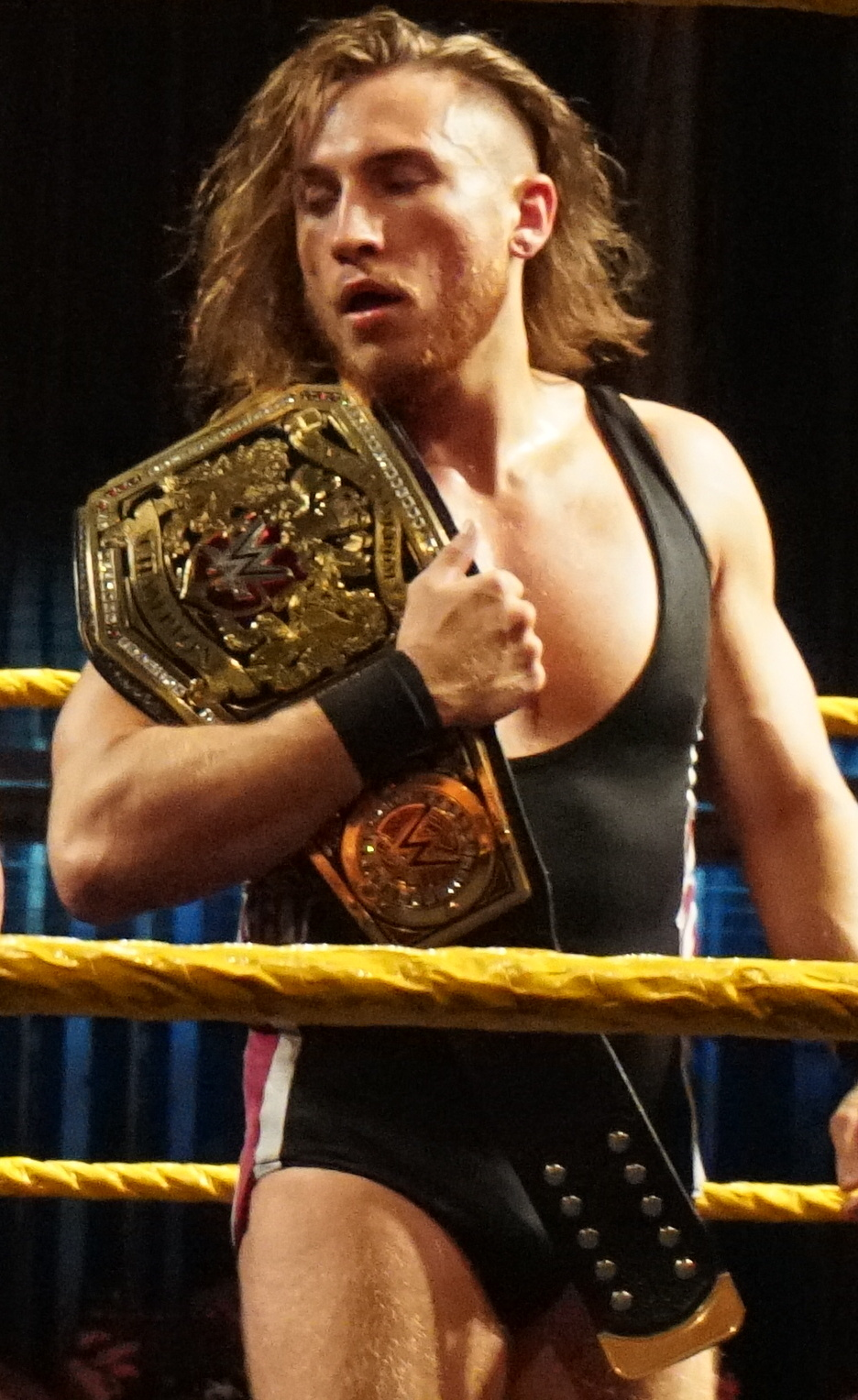
Pete Dunne con la cintura

L'NXT United Kingdom Championship (spesso abbreviato in NXT UK Championship) è stato un titolo di wrestling di proprietà della WWE ed esclusivo del roster di NXT UK.
Annunciato il 15 dicembre 2016, l'NXT United Kingdom Championship fu il massimo riconoscimento dello show del WWE Network prodotto nel Regno Unito e venne assegnato il 15 gennaio 2017 (quand'era noto come WWE United Kingdom Championship) al termine di un torneo a sedici uomini che vide vincitore Tyler Bate su Pete Dunne. Il titolo venne poi unificato con l'NXT Championship il 4 settembre 2022 dopo che Bron Breakker (NXT Champion) sconfisse Tyler Bate (NXT United Kingdom Champion).

## Storia

Il design della placca centrale dell'NXT UK Championship è lo stesso del simbolo dello Stemma reale del Regno Unito

In una conferenza tenutasi alla The O2 Arena di Londra il 15 dicembre 2016, Triple H annunciò l'organizzazione di un torneo a sedici uomini per decretare il primo WWE United Kingdom Champion della storia. Il torneo si svolse in due giorni, il 14 gennaio ed il 15 gennaio 2017, e andò in onda esclusivamente sul WWE Network; a vincere fu Tyler Bate, che sconfisse Pete Dunne nella finale.
In seguito, dal 28 gennaio 2017, il titolo venne difeso ad interim ad NXT, territorio di sviluppo della WWE, e in varie federazioni indipendenti del Regno Unito. Nella puntata di NXT del 22 novembre 2017 Johnny Gargano fu il primo wrestler al di fuori della divisione del Regno Unito a sfidare il campione Pete Dunne per il titolo venendo però sconfitto. In seguito all'annuncio dell'estensione del brand di NXT nel Regno Unito, il titolo divenne un'esclusiva del brand di NXT UK (branca inglese di NXT). Nella prima puntata di tale show, andata in onda il 17 ottobre 2018, il campione Pete Dunne difese la cintura contro Noam Dar.
Data la sua appartenenza al roster di NXT UK, nella puntata del 17 gennaio 2020 il titolo venne rinominato NXT United Kingdom Championship (abbreviato anche in NXT UK Championship).
Nella puntata di NXT UK del 7 luglio 2022 (in onda il 1º settembre 2022) Tyler Bate conquistò il vacante NXT United Kingdom Championship sconfiggendo Trent Seven nella finale del torneo per la riassegnazione del titolo, diventando il primo ed unico wrestler ad aver vinto per più di una volta la cintura.
Il 4 settembre 2022 il titolo venne unificato con l'NXT Championship a NXT Worlds Collide dopo che Bron Breakker (NXT Champion) sconfisse Tyler Bate (NXT United Kingdom Champion) con il titolo del Regno Unito che venne dunque ritirato.

### Cintura
La struttura della cintura che rappresentava l'NXT UK Championship era molto simile a quella del WWE Championship. La principale differenza stava nella placca centrale, dove era inserito il simbolo dello Stemma reale del Regno Unito, con al centro uno scudo rosso con il logo di NXT (inizialmente il logo WWE); era inoltre presente la scritta United Kingdom Champion (in italiano Campione del Regno Unito) al di sotto di esso.

## Nomi
| Nome                            | Anno                             |
| ------------------------------- | -------------------------------- |
| WWE United Kingdom Championship | 15 gennaio 2017–16 gennaio 2020  |
| NXT United Kingdom Championship | 17 gennaio 2020–4 settembre 2022 |

## Albo d'oro
| # | Campione       | Regno | Data             | Giorni | Località           | Evento                                 | Note | Fonti |
| - | -------------- | ----- | ---------------- | ------ | ------------------ | -------------------------------------- | --- | ----- |
| 1 | Tyler Bate     | 1     | 15 gennaio 2017  | 125    | Blackpool          | United Kingdom Championship Tournament | Bate sconfisse Pete Dunne nella finale del torneo per l'assegnazione del titolo. Bate difese successivamente il titolo ad NXT e nelle federazioni indipendenti inglesi.                                    | [ 1 ] |
| 2 | Pete Dunne     | 1     | 20 maggio 2017   | 685    | Rosemont, Illinois | NXT TakeOver: Chicago                  | Il 28 luglio 2018 il titolo divenne un'esclusiva di NXT UK, continuando comunque a venire difeso anche ad NXT e nelle federazioni indipendenti inglesi.                                                    | [ 4 ] |
| 3 | Walter         | 1     | 5 aprile 2019    | 870    | Brooklyn, New York | NXT TakeOver: New York                 | Il 17 gennaio 2020 il titolo venne rinominato NXT United Kingdom Championship. | [ 5 ] |
| 4 | Il'ja Dragunov | 1     | 22 agosto 2021   | 319    | Orlando, Florida   | NXT TakeOver: 36                       | | [ 6 ] |
| — | Vacante        | —     | 7 luglio 2022    | —      | Londra             | NXT UK                                 | Reso vacante a causa di un infortunio di Dragunov. In onda il 4 agosto 2022. | [ 7 ] |
| 5 | Tyler Bate     | 2     | 7 luglio 2022    | 59     | Londra             | NXT UK                                 | Bate sconfisse Trent Seven nella finale del torneo per la riassegnazione del titolo. In onda il 1º settembre 2022 (Bate apparve come campione già nella puntata speciale NXT Heatwave del 16 agosto 2022). | [ 8 ] |
| — | Unificato      | —     | 4 settembre 2022 | —      | Orlando, Florida   | NXT Worlds Collide                     | Unificato con l'NXT Championship dopo la vittoria di Bron Breakker, con l'NXT United Kingdom Championship che venne ritirato.                                                                              | [ 3 ] |